# Motette
Motette (kirchenlateinisch motetus, französisch motet) ist in der mehrstimmigen Vokalmusik ein Gattungsbegriff, der seit dem 13. Jahrhundert anzutreffen ist. Der Begriff beschreibt im Laufe der Jahrhunderte unterschiedliche musikalische Formen: Unterschiedlicher Text in den verschiedenen Stimmen und ein wiederkehrender Rhythmus in der Unterstimme (Isorhythmie) kennzeichnen die frühe Motette bis zum 15. Jahrhundert; die spätere Motette ist typischerweise geistliche Musik, in der zu den Singstimmen auch Instrumente hinzutreten können. Das weltliche Pendant zur Motette bildet das Madrigal.

## Etymologie
Der Benediktinermönch Walter Odington sprach um 1300 vom brevis motus cantilenae und leitete den Ausdruck vom lateinischen Wort motus für „Bewegung“ ab. Der Kirchenmusikhistoriker Martin Gerbert stellte 1774 einen Bezug zu dem Wort mot her (frz. mot „Wort“; ital. motto „Spruch“). Der Sprachwissenschaftler Friedrich Kluge nennt die Motette einen Kirchengesang, dem ein Bibelspruch wie ein Motto zugrunde liegt. Der Begriff erscheint Ende des 15. Jahrhunderts und wird dann im 16. Jahrhundert in Deutschland heimisch.

## Texte
Im 13. und 14. Jahrhundert standen neben geistlichen Inhalten, meist in lateinischer Sprache, auch durchaus weltliche Inhalte, auch in französischer Sprache. Beide Ebenen konnten sich sogar im gleichen Stück mischen. Im Laufe der Zeit fand allerdings eine Verengung auf geistliche Texte statt, wenngleich in den sogenannten Staatsmotetten auch auf weltliche Ereignisse Bezug genommen werden konnte. Im 17.–20. Jahrhundert gab es nicht nur lateinische, sondern auch volkssprachliche Texte, etwa übersetzte Bibeltexte, aber auch Texte von geistlichen Liedern.

## Form
Die ersten Motetten im 13. Jahrhundert waren nur von kurzer Länge. Isorhythmische Motetten des 14. und 15. Jahrhunderts lassen sich anhand des sich wiederholenden Rhythmus in der Unterstimme in Abschnitte einteilen. Manche Stücke sind zusätzlich durch Taktwechsel in mehrere Teile unterteilt. Ab ca. 1500 wurde die Imitation zum wichtigen Stilelement – jetzt wurde für jeden Textabschnitt ein eigenes musikalisches Motiv komponiert und durch die Stimmen geführt. Ab der Barockzeit konnte eine Motette auch aus mehreren Sätzen bestehen.

## Stimmenzahl
Die Stimmenzahl der Motetten wuchs vom Mittelalter bis zur Renaissance ähnlich wie die Stimmenzahl in anderen Gattungen. So gibt es im 13. Jahrhundert noch viele zweistimmige Motetten, im 16. Jahrhundert wird die Fünf- bis Sechsstimmigkeit zur Norm, ab 1550 können es bei mehrchörigen Stücken auch acht bis zwölf Stimmen sein. Die Motette Spem in alium für 40 Stimmen von Thomas Tallis ist allerdings eher eine Ausnahme.
In der Barockzeit gab es einerseits groß besetzte Motetten, bei denen zu den Singstimmen noch ein ganzes Orchester hinzukam. Andererseits gab es solche Motetten, in denen nur eine einzige instrumental begleitete Singstimme besetzt ist. Daneben existierten Kompositionen, in denen die A-cappella-Tradition der Renaissance, auch mehrchörig, fortgesetzt wurde. Diese Traditionslinie wird dann im 19. Jahrhundert fortgeführt.

## Komponisten
Bedeutende Motettenkomponisten sind zum Beispiel
- im 14. Jahrhundert: Philippe de Vitry, Guillaume de Machaut
- im 15. Jahrhundert: Guillaume Du Fay, Johannes Ockeghem
- im 16. Jahrhundert: Giovanni Pierluigi da Palestrina, Johann Heugel, Orlando di Lasso
- im 17. Jahrhundert: Heinrich Schütz, Marc-Antoine Charpentier
- im 18. Jahrhundert: Johann Sebastian Bach, Wolfgang Amadeus Mozart, Luigi Cherubini
- im 19. Jahrhundert: Felix Mendelssohn Bartholdy, Anton Bruckner, Johannes Brahms
- im 20. Jahrhundert: Johann Nepomuk David, Hugo Distler, Paul Hindemith, Ernst Pepping, Günter Raphael, Max Reger, Kurt Thomas
- im 21. Jahrhundert: Karl Jenkins, Arvo Pärt, Enjott Schneider

## Entwicklung der Motette

### Mittelalter
Die frühesten Motetten entwickelten sich im 13. Jahrhundert – besonders an der Schule von Notre-Dame in Paris – aus der Praxis der Organa. Die bekannteste, aber umstrittene Theorie von Wilhelm Meyer zur Entstehung der Motette besagt, dass die Motette aus den clausulae, strophischen Einschüben in einer längeren Organum-Sequenz, entstanden sei. Clausulae wurden gewöhnlich a cappella über dem Cantus firmus gesungen. Im Gegensatz zum Cantus firmus orientierte sich der raschere musikalische Rhythmus der gegenläufigen Diskantstimmen an ihrem (eigenen) Text und bildete so ein meist kurzes rhythmisches Zwischenspiel – motetus genannt (weitere Bezeichnungen: mutetus, motellus, motecta, modulus, auch modulamen oder modulatio). Die Discantus vulgaris positio (um 1200) hob ausdrücklich hervor, dass der motetus nicht Note gegen Note des Tënors gesetzt ist, sondern von diesem in Notenwerten und Pausen verschieden ist. Dies markierte das Ende des Konduktenstils und den Beginn der Polyphonie und des Kontrapunktes in der abendländischen Musikgeschichte. Weitere bekannte Theorien zur Entstehung der Motette kommen von Wolf Frobenius und Christopher Page.
Aus diesen Anfängen bildete sich bald die mittelalterliche Motette im eigentlichen Sinn heraus: Verschiedene Texte (teilweise auch in verschiedenen Sprachen) wurden gleichzeitig über einem lateinischen Cantus firmus gesungen. Dieser war in der Regel einem Gregorianischen Choral entnommen (selten einem weltlichen Volkslied) und wurde wahrscheinlich – im Interesse der Verständlichkeit – meist instrumental dargestellt. Auch weltliche Kompositionen konnten als Motetten bezeichnet werden.
Im 14. Jahrhundert wurde die Isorhythmie bei den Motetten eingeführt; erst Philippe de Vitry, besonders aber Guillaume de Machaut setzten diese neue Technik ein. Guillaume Dufay war um 1435 einer der letzten, die noch die Isorhythmie verwendeten.

### Renaissance
In der Renaissance wurde die Bezeichnung Motette zwar beibehalten, der Charakter der Komposition jedoch wandelte sich grundlegend: Der Cantus firmus wurde gestreckt, sein Rhythmus kaum mehr erkennbar und ohne Einfluss auf die Diskantstimmen. In den Fällen, in welchen sich der Cantus firmus in der Tenorlage befindet, spricht man von einer Tenormotette. Die Renaissance-Motette wurde zu einem kurzen kontrapunktischen Chorstück, das meist keinen Bezug zu einem bestimmten Feiertag hatte und daher jederzeit eingesetzt werden konnte. Als Motettentexte wurden meist die von Antiphonen herangezogen. Die Unterschiede zu den – weltlichen – Madrigalen waren nun kaum mehr erkennbar: Palestrinas „Motetten“ nutzten das freizügige Hohelied Salomos, seine „Madrigale“ setzte er zu Marientexten Petrarcas. Man sagte auch: Wenn es lateinisch ist, ist es eine Motette, wenn in Landessprache, dann ein Madrigal. Auch weltliche Motetten wurden geschrieben, häufig war Fürstenlob das Thema, jedoch nicht mehr (wie noch im Mittelalter) höfische Liebe.
In der zweiten Hälfte des 16. Jahrhunderts entwickelten Giovanni Gabrieli und andere in Venedig einen neuen Motettenstil, bei dem zwei oder mehrere Kapellen wechselweise tätig wurden („polychoraler Stil“ oder „venezianische Motette“, siehe venezianische Mehrchörigkeit).

### Barock
Auch in der Barockmusik blieb die Bezeichnung Motette erhalten; jedoch beschränkten sich die Texte auf geistliche Inhalte. Wiederum änderte sich der Charakter. Mit dem Aufkommen des Generalbasses um 1600 wurde der Begriff Motette auch auf begleitete Gesangsmusik ausgedehnt, sogar Werke für eine einzige instrumental begleitete Stimme (Voce sola oder petit motet) wurden so bezeichnet; dennoch blieb der A-cappella-Stil die Regel.
Die Motette zur Barockzeit beschreibt Johann Gottfried Walther in seinem Musikalischen Lexikon von 1732, unter Bezugnahme auf Syntagma musicum von Michael Praetorius und das Dictionnaire étymologique von Gilles Ménage: „Motetto [...] ist eigentlich eine mit Fugen und Imitationibus stark ausgeschmückte, und über einen Biblischen Spruch bloß zum Singen ohne Instrumente (den Generalbaß ausgenommen) verfertigte musicalische Composition; doch können die Singstimmen auch mit allerhand Instrumenten besetzt und verstärkt werden.“
In Frankreich nannte man Stücke mit voller Orchesterbegleitung Grands motets; Hauptvertreter waren Jean-Baptiste Lully, Marc-Antoine Charpentier und Michel-Richard Delalande. Ihre Werke dienten zur Verherrlichung des Königshofes und enthalten Solistenpartien, so etwa Lullys Plaude laetare Gallia anlässlich der Taufe des Sohnes von Ludwig XIV. oder Charpentiers Te Deum mit der Eurovisionsmelodie.
Auch deutsche Barockkomponisten schrieben Motetten. Heinrich Schütz etwa veröffentlichte mit den Symphoniae sacrae eine Reihe von Motetten in lateinischer und in deutscher Sprache. Höhepunkt seines Motettenschaffens war die Geistliche Chormusik, die er 1648 zum Ende des Dreißigjährigen Krieges schrieb.
Von Johann Sebastian Bach sind vier bedeutende doppelchörige Motetten sowie eine vierstimmige erhalten, die zu seinen wichtigsten Werken gezählt werden. Daneben stehen die fünfstimmige Choralmotette Jesu, meine Freude und einige vierstimmige motettische Sätze für Chor und Basso continuo.
Siehe auch: Durchimitierte Motette

### 19. Jahrhundert
Die Motette im 19. Jahrhundert hat typischerweise einen geistlichen Text, oft weiterhin Bibeltext oder auch Gesangbuchverse, selten geistliche lyrische Prosa. Meist wird ein Text gewählt, der starke inhaltliche Kontraste hat und sich daher für eine textgebundene Vertonung eignet. Der Inhalt ist ernste geistliche Betrachtung.
Die Motette wird als eine historische Gattung begriffen. Sie orientiert sich also an der Tradition älterer Motettenkomposition, womit zu Beginn des 19. Jahrhunderts vor allem die Bach-Motetten gemeint sind, die ab ca. 1802 in Berlin und Leipzig wieder regelmäßig aufgeführt wurden, in zweiter Linie auch Motetten von Schütz und anderen Komponisten. Die Motetten vor 1600 wurden erst nach 1860 wieder als Vorbilder hochgehalten. Den historischen Vorbildern folgend ist die Besetzung meist Chor a cappella, also ohne Instrumente. Selten kommt ein Wechsel aus Chor und Solisten vor, z. B. bei Felix Mendelssohn Bartholdy. Die Musik folgt dem Text. Der Stil ist meist kontrapunktisch, die Stimmen sind gleichberechtigt.

### 20. Jahrhundert
Die Auffassung der Motette aus dem 19. Jahrhundert setzt sich im 20. Jahrhundert fort: Die Motette bleibt eine A-cappella-Form mit geistlichem Hintergrund und stark historischem Charakter. Die Bezugnahme auf ältere Meister und Werkformen ist hier stärker ausgeprägt als in anderen Genres; zwar findet die individuelle Sprache der Komponisten des 20. Jahrhunderts auch in der Motette ihren Ausdruck, doch zumeist besteht der Reiz der modernen Motette darin, eine Kontrastwirkung zwischen alter Form und moderner Sprache aufzubauen.
Obwohl der Musikwissenschaftler Rudolf Stephan in einem Aufsatz vom Niedergang der Motette im 20. Jahrhundert spricht, gibt es doch einige wesentliche Vertreter in dieser Gattung. Genannt seien die Motettenzyklen von Hugo Distler, Ernst Krenek und Francis Poulenc, auch Johann Nepomuk David, Zoltán Kodály, Ernst Pepping und Siegfried Reda sind ebenso zu nennen wie die späte Auseinandersetzung von Arnold Schönberg (Opus 50) mit diesem Genre. Vor allem für die Laienchöre und Kantoreien entstanden nach dem Zweiten Weltkrieg wieder verstärkt Motetten (Wolfgang Stockmeier und Siegfried Strohbach). Die Entwicklung der zeitgenössischen Musik in den 50er-Jahren jedoch klammerte diese Werkform nahezu völlig aus, selbst Olivier Messiaen schrieb bereits 1937 seine einzige Motette O sacrum convivium. Nach dem Zweiten Weltkrieg war sein Zugang zur Chormusik jedoch weitaus experimenteller, so dass man seine Cinq rechants trotz des Bezuges auf Claude Le Jeune kaum noch als Motette bezeichnen kann.
Neben der vokalen Form erscheint die Gattung Motette auch als instrumentale Fassung, so beim US-amerikanischen Komponisten Arnold Rosner (Isorhythmic motet op. 65 (1976)).

### 21. Jahrhundert
Im 21. Jahrhundert rezipieren Komponisten wie Adelheid Geck, Karl Jenkins, Arvo Pärt, Sven-David Sandström, Enjott Schneider oder Ludger Stühlmeyer die Form der Motette in der Tradition liturgisch basierter Texte. Schneider und Stühlmeyer greifen sowohl auf die isorhythmische Form der A-cappella-Vertonung als auch auf die instrumental begleitete und imitatorische Form zurück, Jenkins und Pärt auf die A-cappella-Form. Sandström stellt seine Kompositionen in Korrespondenz zu den Motetten Johann Sebastian Bachs.
Weitere Komponisten sind Lothar Graap, Christopher Tambling und Klaus Wallrath.

## Motette als musikalische Andacht
Die Motette als musikalische Andacht hat an verschiedenen Orten eine längere Tradition:
- In der Thomaskirche in Leipzig werden allwöchentlich zwei musikalische Andachten, freitags und samstags, als „Motette“ bezeichnet. Sie werden vom Thomanerchor oder Gastmusikern gestaltet. Die Motette am Freitag findet in der Form einer Vesper statt. Samstags kommt in der Regel eine Bachkantate zur Aufführung.
- Seit 1934 findet im Bremer Dom an jedem Donnerstag die „Motette“ als Chor- oder Orgelkonzert, teilweise auch in größerer Besetzung statt.[8]
- In der Stiftskirche Tübingen wurde 1945 von Walter Kiefner die „Motette“ als allwöchentliche Samstagsabend-Andacht nach dem Leipziger Vorbild begründet.
- Seit 1956 singt der Windsbacher Knabenchor in der Nürnberger Lorenzkirche jährlich sechs- bis achtmal „Motetten“ in einem Gottesdienst.
- Auch in Saalfeld in Thüringen finden wöchentlich in der Regel mittwochs um 20 Uhr die „Saalfelder Abendmotetten“ statt, die als regelmäßige Einrichtung seit ca. 200 Jahren bestehen.